# Samuël John van Tuyll van Serooskerken (1874-1955)
Samuël John van Tuyll baron van Serooskerken (Arnhem, 6 januari 1874 - Kasteel Heeze, 20 februari 1955) was een Nederlands edelman, lid van de Provinciale Staten van Noord-Brabant en kamerheer in buitengewone dienst van de Koningin. Hij was lid van de familie Van Tuyll van Serooskerken en verwierf het Kasteel Heeze in 1901 door vererving van Ursula Adèle Aurore van Tuyll van Serooskerken.
Van Tuyll van Serooskerken was kamerheer in buitengewone dienst van koningin Wilhelmina. Als zodanig hield hij jachtpartijen in de bossen van het landgoed, waarbij soms ook ex-keizer Willem II en prins Hendrik aanwezig waren.
Hij bleef ongehuwd en overleed op 81-jarige leeftijd en is begraven op de begraafplaats Moscowa te Arnhem. Hij liet het kasteel in 1955 na aan een achterneef: Hendrik Nicolaas van Tuyll van Serooskerken.